# Urgèle Boucher
Urgèle Boucher (né le 24 avril 1867 à Saint-Barthélemy et mort le 8 février 1943 à Montréal) est président de l'équipe de hockey sur glace des Canadiens de Montréal dans la Ligue nationale de hockey (LNH) de novembre 1913 à l'été 1917, alors que George Kendall devient propriétaire unique de l’équipe. Les Canadiens de Montréal ont gagné une Coupe Stanley en 1916 pendant que Boucher en était le président.